# Radoszka (Masyw Śnieżnika)
Radoszka (niem. Hutberg, 565 m n.p.m.) – wzniesienie w południowo-zachodniej Polsce w Sudetach Wschodnich, w Masywie Śnieżnika – Krowiarkach.

## Położenie
Wzniesienie, położone w Sudetach Wschodnich, w północno-wschodniej części Masywu Śnieżnika, w grzbiecie Krowiarek odchodzącym ku północnemu wschodowi od Przełęczy Puchaczówka, około 2 km na północny zachód od miasteczka Lądek-Zdrój. Jest to dość wybitny, choć niezbyt rozległy masyw, będący najdalej na północny wschód wysuniętym szczytem Krowiarek i całego Masywu Śnieżnika. Obok Radoszki w skład masywu wchodzi niższa Kopka i bezimienne wzniesienie o kocie 546 m n.p.m. Od północnego wschodu, północy i północnego zachodu opływa je Biała Lądecka oddzielając je od Gór Złotych. Na południu, niewyraźny grzbiet łączy je poprzez Kierzną z Siniakiem i pozostałą częścią Krowiarek.

## Budowa geologiczna
Wzniesienie wraz z sąsiednią Kopką zbudowane są ze skał metamorficznych należących do metamorfiku Lądka i Śnieżnika - gnejsów, natomiast południowa część masywu z bezimienną kotą z łupków łyszczykowych serii strońskiej. Gnejsy tworzą niewielkie skałki na zboczach.

## Roślinność
Wzniesienie porasta las świerkowy i mieszany regla dolnego, u podnóży rozciągają się łąki i pola orne.

## Turystyka
U północno-wschodnich, północnych i północno-zachodnich podnóży prowadzi szlak turystyczny:
- niebieski – fragment szlaku prowadzący z Lądka-Zdroju, przez Ptasznik, Przełęcz Kłodzką do Barda i dalej.